# Przegaliny Małe
Przegaliny Małe – wieś w Polsce położona w województwie lubelskim, w powiecie radzyńskim, w gminie Komarówka Podlaska. Leży przy granicy gmin Wohyń i Komarówka Podlaska.
Do 1929 roku istniała gmina Przegaliny.
W latach 1975–1998 miejscowość administracyjnie należała do ówczesnego województwa bialskopodlaskiego.
Wieś stanowi sołectwo gminy Komarówka Podlaska. Według Narodowego Spisu Powszechnego Ludności i Mieszkań z roku 2011 wieś miała 124 mieszkańców.
Wierni Kościoła rzymskokatolickiego należą do parafii pod wezwaniem Opieki Najświętszej Maryi Panny w Przegalinach Dużych.